# 누군가를 사랑하려는 이유
《누군가를 사랑하려는 이유》는 1992년 5월 31일에 MBC TV에서 방영된 베스트극장으로, 산골마을을 배경으로 인간의 소외와 고독, 삶의 황량함을 그리고 있다.
이 드라마는 1999년 방영된 총 382편 중 네티즌에 의해 선정된 ‘베스트극장 걸작 10선’에서 30.4%로 1위를 차지했다.

## 줄거리
산골동네에서 어린 시절을 보낸 세 친구 중 두 명은 서울에서 공부하면서 만나 결혼하게 된다. 병들고 늙은 할아버지와 단 둘이 살아가는 강주(김혜수 분)는 어느날 자신이 좋아하던 영섭(조민기 분)과 은영(신윤정 분)의 결혼 소식을 듣는다. 그들의 결혼을 보며 그들이 자신과 어떻게 달라져 가는가를 생각하며 소외감을 느낀다.

## 등장 인물
- 김혜수 : 강주 역
- 하재영 : 현서 역
- 조민기 : 영섭 역
- 신윤정 : 은영 역